# Adaption
Denna artikel behandlar litteratur- och filmbegreppet adaption/adaptation. För andra betydelser se Adaption (olika betydelser).
Adaption, även adaptation eller bearbetning, innebär en överföring av en berättelse från ett medium (till exempel bok) till ett annat (till exempel film).
Ett verk som inte direkt bygger på ett tidigare verk men där grundhistorien ändå är detsamma eller om det helt eller delvis innehåller samma persongalleri, brukar inte kallas adapterat utan då kallas det att verket är baserat på det äldre verket. Ett verk baserat på ett äldre verk kan också göras i samma medieform som det äldre verket och kan då ofta betraktas som en uppföljare eller en spinoff.
Om ett verk görs om till teaterföreställning, kallas detta dramatisering, om det görs om till film kallas det filmatisering.

## Klassiska verk
Det är inte bara klassiska böcker som blir adapterade till film, även om det är det vanligaste. Några verk som har blivit adapterade ofta är:
- Sherlock Holmes
- Don Quijote
- Dracula
- Odysséen

I vissa fall blir slutverket mer känt än förlagan, som James Bond där filmerna är mer berömda än böckerna, och Teenage Mutant Ninja Turtles, där 1987 års tecknade TV-serieversion är mer berömd än 1984 års serietidningsversion.

## Andra källor
Det finns även andra format än böcker som blir adapterade: tecknade serier är numera en av de vanligare källorna för filmatiseringar (V for Vendetta, Spindelmannen, American Splendor m.fl.), men det görs även adaptioner av datorspel (Lara Croft), pjäser (Romeo och Julia, Dödsfällan), musikaler (Fantomen på operan), artiklar (Alla presidentens män, The Insider), eller verkliga händelser (Valkyria).
Adaption kan även innebära flera andra medier; till exempel kan TV-spel filmatiseras, tecknade serier blir TV-spel, och böcker blir tecknade serier.
I ett annat sammanhang kan adaption också innebära en anpassning. Exempel på en typ av anpassning är när man anpassade boken Gullivers resor av Jonathan Swift för en yngre läsargrupp. I originalversion urinerar Gulliver på en brinnande byggnad för att i den adapterade versionen ändras till en hatt med vatten. Teenage Mutant Ninja Turtles är ett exempel på en serie som genomgick en stor adaption.
Mellan videospel och film, brukar det hävdas att är det mycket vanligt att en adaption från en bra film till ett videospel, blir spelet sämre, bland annat för att den blir så olik, samma sak säger man vice versa (spel till en film). Ett exempel är spelet Super Mario Bros. som det gjordes en långfilm till, men filmen fick negativ kritik från fansen. Ungefär samma sak hände Final Fantasy.[källa behövs]